# Pristidia
Pristidia is een geslacht van spinnen uit de  familie van de Clubionidae (struikzakspinnen).

## Soorten
- Pristidia longistila Deeleman-Reinhold, 2001
- Pristidia prima Deeleman-Reinhold, 2001
- Pristidia secunda Deeleman-Reinhold, 2001
- Pristidia viridissima Deeleman-Reinhold, 2001